# フランク・ラグナウ
- フランク・ラグノウ

フランク・ラグナウ（Frank Ragnow, 1996年5月17日 - ）は、アメリカ合衆国ミネソタ州ビクトリア出身の元プロアメリカンフットボール選手。ポジションはセンター。

## 経歴

### ハイスクール
高校時代はフットボールの他に砲丸投げの選手としても活躍しており、州大会で準優勝したこともある。

### カレッジ
アーカンソー大学に進学し、1年目から先発として活躍。3年目の2016年シーズンにはオールSECセカンドチーム、4年目の2017年シーズンにはオールアメリカンセカンドチームに選出された。
4年間プレーした後、2018年のNFLドラフトにエントリーした。

### デトロイト・ライオンズ
| 身長                                          | 体重            | 腕 の 長 さ       | 手 の 大 き さ   | 40Yrd ダ ッ シ ュ | 10Yrd ス プ リ ッ ト | 20Yrd ス プ リ ッ ト | 20Yrd シ ャ ト ル | 3 コ 丨 ン ド リ ル | 垂 直 跳 び       | 立 ち 幅 跳 び     | ベ ン チ プ レ ス |
| --------------------------------------------- | --------------- | ----------------- | ---------------- | ----------------- | -------------------- | -------------------- | ----------------- | ------------------- | ----------------- | ------------------ | ----------------- |
| 6 ft 5+1⁄8 in (196 cm)                        | 312 lb (142 kg) | 33+1⁄8 in (84 cm) | 9+3⁄8 in (24 cm) | 4.99 s            | 1.74 s               | 2.91 s               | 4.51 s            | 8.04 s              | 33+1⁄2 in (85 cm) | 9 ft 7 in (2.92 m) | 27 回             |
| All values from NFL Combine/Arkansas’ Pro Day |                 |                   |                  |                   |                      |                      |                   |                     |                   |                    |                   |

ドラフト全体20位でデトロイト・ライオンズから指名され、その後4年総額1178万ドルのルーキー契約を結んだ。アーカンソー大学出身のセンターとしては史上最高順位での指名となった。
1年目の2018年シーズンはグラハム・グラスゴウがセンターを務めていた影響で、オフェンシブガードとしてプレーした。
2019年シーズンから本職であるセンターに復帰した。
2020年シーズンには自身初となるプロボウル、オールプロセカンドチームに選出された。
2021年シーズン開幕前にライオンズから5年目のオプションを行使され、さらに4年総額5400万ドルの契約延長に合意した。このシーズンは爪先を痛めて4試合の出場に留まった。
2022年シーズンは16試合に出場し、2年ぶりとなるプロボウルに選出された。
2023年シーズンは15試合に出場して1度しかサックを許さず、PFFではセンターとしての最高評価を得て、プロボウルおよびオールプロセカンドチームに選出された。
2024年シーズンは16試合に出場し、3年連続となるプロボウル、2年連続のオールプロセカンドチームに選出された。
2021年以降抱えてきた足の怪我は手術では治らない段階に達しており、健康にプレーできないことから、2025年6月2日、現役引退を発表した。